# Tổ chức BioLogos
Tổ chức BioLogos, do Francis Collins sáng lập năm 2007, quy tụ những tín hữu Tin Lành muốn đóng góp cho công luận về mối tương quan giữa khoa học với tôn giáo, đồng thời nhấn mạnh đến sự tương thích giữa khoa học và đức tin Cơ Đốc.
Francis Collins phục vụ trong cương vị chủ tịch cho đến khi từ nhiệm ngày 16 tháng 8 năm 2009 để trở thành Giám đốc thứ 16 của Viện Y tế Quốc gia. Darek Falk kế nhiệm Collins cho đến cuối năm 2012. Ngày 28 tháng 1 năm 2013, Deborah Haarsma được bổ nhiệm tân chủ tịch với Jeffrey Scholoss phụ trách học thuật. Karl Giberson, nhà vật lý học cũng là học giả về thuyết tiến hóa và thuyết sáng tạo,  từng phục vụ trong cương vị phó chủ tịch cho đến khi từ nhiệm để có thể dành nhiều thời gian hơn cho khảo cứu và viết sách.

## Mục tiêu
Sau khi xuất bản quyển Ngôn ngữ của Chúa trong năm 2006, Collins cho biết ông nhận hàng ngàn  thư điện tử  từ những người muốn tìm hiểu về mối quan hệ giữa Kinh Thánh với khoa học. BioLogos được thành lập nhằm cung cấp câu giải đáp cho những tra vấn này, đồng thời cổ xúy tinh thần hòa hợp giữa khoa học và đức tin.
Mặc dù cộng đồng Tin Lành là thành phần độc giả chính của BioLogos, Collins hi vọng rằng những người hoài nghi, những ai đang tìm hiểu, và những người thuộc các tôn giáo khác sẽ nhận thấy đây là một website hữu ích.

## Trang chủ
Trang chủ của BioLogos ra mắt ngày 28 tháng 4 năm 2009, cung cấp nguồn tra cứu và tham khảo cho những ai quan tâm đến sự tương thích giữa khoa học và tôn giáo.
Tại đây người đọc có thể tìm thấy trong mục "Questions" những câu  trả lời  như là sự hồi đáp cho nhiều thư điện tử gởi đến Collins sau khi cuốn Ngôn ngữ của Chúa đến tay bạn đọc "bằng cách cung cấp những câu trả lời ngắn gọn nhưng chi tiết về các chủ đề được chú ý nhiều nhất trong lĩnh vực khoa học và đức tin", trong đó có những chủ đề như "Tiến hóa là gì?", và "Khoa học và chân lý Kinh Thánh có thể hòa hợp với nhau?" Có ít nhất là một học giả xem xét mỗi câu hỏi liên quan đến lĩnh vực chuyên môn của mình.
Mục "Conversations" giới thiệu những cuộc phỏng vấn có ghi hình như "In Search of a Theology of Celebration" (tháng 11 năm 2009), trong đó những người tham dự bày tỏ ý kiến của họ về nhiều chủ đề, từ việc luận giải Sáng Thế Ký đến vấn đề làm thế nào để nhận ra sự hòa hợp giữa khoa học và đức tin. Tương tự, blog "Science and the Sacred" của Trang chủ trình bày những suy tưởng về khoa học, đức tin cũng như trải nghiệm hội nhập của các thành viên và của những người đóng góp.

## Phản hồi
Tổ chức BioLogos bị chỉ trích từ hai phía: nhóm theo thuyết sáng tạo và những người vô thần. Trả lời Tạp chí Time, Ken Ham, Chủ tịch tổ chức "Answers in Genenis" và Creation Museum – chủ  trương quảng bá thuyết sáng tạo- nhận xét, "những người thỏa hiệp như Collins làm người khác nghi ngờ và mất niềm tin vào Kinh Thánh  – khiến họ từ bỏ giáo hội." Trong khi đó, một giáo sư sinh học của Đại học Chicago và là một người vô thần, Jerry Coyne, gọi tổ chức này là "nỗ lực cuối cùng cố cưỡng bức khoa học hòa hợp với đức tin", và là "sự quyết tâm đáng thất vọng nhằm chứng minh rằng Cơ Đốc giáo bảo thủ và sự tiến hóa là bằng hữu với nhau."
Trong số những người ủng hộ Tổ chức BioLogos có cây bút chính luận của tờ Washington Post, Kathleen Parker, nhận xét rằng mục tiêu của tổ chức là "giúp các tín hữu truyền thống trở nên cởi mở hơn, thì đó chỉ có thể là điều tốt cho nền văn minh",  còn Timothy Keller, tác giả quyển The Reason for God và là Quản nhiệm Nhà thờ Trưởng Lão Redeemer ở Thành phố New York, phát biểu, "Tổ chức BioLogos đã cống hiến bước khởi đầu quan trọng hướng về một cuộc đối thoại sâu sắc giữa khoa học và đức tin".